# Henri Rust
Henri Rust est un monteur d'origine néerlandaise, né Han Rust le 10 août 1906 à Laren Pays-Bas , mort le 2 mai 1996 à Paris (18e).

## Biographie
Le premier film que monte Henri Rust est la version française (avec Margo Lion et Albert Préjean) de L'Opéra de quat'sous, coproduction franco-allemande de Georg Wilhelm Pabst, sortie en 1931. Puis il collabore à trente-six autres films, majoritairement français (outre plusieurs films étrangers — notamment néerlandais — ou coproductions), disséminés jusqu'en 1977. Dix d'entre eux sont réalisés par Marcel Carné, dont Les Visiteurs du soir (1942, avec Arletty, Alain Cuny et Jules Berry), Les Enfants du paradis (1945, avec Arletty, Jean-Louis Barrault, Maria Casarès et Pierre Brasseur), Thérèse Raquin (1953, avec Simone Signoret et Raf Vallone) et Les Assassins de l'ordre (1971, avec Jacques Brel et Didier Haudepin).
Fait particulier, il monte Tovaritch de Jacques Deval (1935, avec André Lefaur et Irène Zilahy) et L'Équipage d'Anatole Litvak (1935, avec Annabella et Charles Vanel), ainsi que leurs remakes américains respectifs, Cette nuit est notre nuit (avec Charles Boyer et Claudette Colbert) et The Woman I Love (avec Miriam Hopkins et Paul Muni), tous deux sortis en 1937 et réalisés par Anatole Litvak.
Parmi ses autres films notables, mentionnons Mayerling du même Litvak (1936, avec Danielle Darrieux et Charles Boyer), Le Salaire de la peur d'Henri-Georges Clouzot (1953, avec Yves Montand et Charles Vanel), Gervaise de René Clément (1956, avec Maria Schell, François Périer et Suzy Delair), ou encore Germinal d'Yves Allégret (1963, avec Jean Sorel, Berthe Granval et Claude Brasseur).

## Filmographie complète
(films français, sauf mention contraire ou complémentaire)
- 1931 : L'Opéra de quat'sous de Georg Wilhelm Pabst (film franco-allemand ; version française)
- 1932 : Le Chant du marin de Carmine Gallone
- 1934 : Malle gevallen de Jaap Speyer (film néerlandais)
- 1935 : Tovaritch de Jacques Deval
- 1935 : L'Équipage d'Anatole Litvak
- 1936 : Mayerling d'Anatole Litvak
- 1936 : La Porte du large de Marcel L'Herbier
- 1937 : Cette nuit est notre nuit (Tovarich) d'Anatole Litvak (film américain, remake de Tovaritch pré-cité)
- 1937 : La Femme que j'aime (The Woman I Love) de Anatole Litvak (film américain, remake de L'Équipage pré-cité)
- 1942 : Les Visiteurs du soir de Marcel Carné
- 1943 : Les Roquevillard de Jean Dréville
- 1945 : Les Enfants du paradis de Marcel Carné
- 1951 : Passion de Georges Lampin
- 1952 : La Fille au fouet de Jean Dréville
- 1952 : Das Geheimnis vom Bergsee de Jean Dréville (film franco-germano-suisse ; version allemande de La Fille au fouet pré-cité)
- 1953 : Le Salaire de la peur d'Henri-Georges Clouzot (film franco-italien)
- 1953 : Thérèse Raquin de Marcel Carné (film franco-italien)
- 1954 : La Rage au corps de Ralph Habib
- 1954 : L'Air de Paris de Marcel Carné
- 1955 : Les Hussards d'Alex Joffé
- 1956 : Gervaise de René Clément
- 1957 : Bonjour jeunesse de Maurice Cam
- 1958 : Moutarde van Sonaansee de Toon Hermans (film néerlandais)
- 1958 : La Tempête (La tempesta) de Alberto Lattuada (film franco-italo-yougoslave)
- 1960 : Terrain vague de Marcel Carné (film franco-italien)
- 1960 : Ève la joueuse (Makkers staakt uw wild geraas) de Fons Rademakers (film néerlandais)
- 1961 : Le Couteau (Het mes) de Fons Rademakers (film néerlandais)
- 1963 : Germinal d'Yves Allégret (film franco-italo-hongrois)
- 1965 : Trois chambres à Manhattan de Marcel Carné
- 1967 : Ballade pour un chien de Gérard Vergez
- 1967 : Johnny Banco d'Yves Allégret (film franco-germano-italien)
- 1968 : Les Jeunes Loups de Marcel Carné
- 1969 : Obsessions (Bezeten - Het gat in de muur) de Pim de la Parra (film germano-néerlandais)
- 1971 : Les Assassins de l'ordre de Marcel Carné (film franco-italien)
- 1971 : Bonaparte et la Révolution d'Abel Gance
- 1974 : La Merveilleuse Visite de Marcel Carné (film franco-italien)
- 1977 : La Bible de Marcel Carné